# جانيت أوين توماس
جانيت أوين توماس (بالإنجليزية: Janet Owen Thomas)‏ هي عازفة الأرغن بريطانية، ولدت في 29 يناير 1961، وتوفيت في 5 يونيو 2002.